# Parc d'État de Trap Pond
Le Parc d'État de Trap Pond (en anglais Trap Pond State Park) est une aire protégée créée et gérée par l'État du Delaware aux États-Unis.
Il a été créé en 1951 pour protéger une zone humide. 